# Col de Grimone

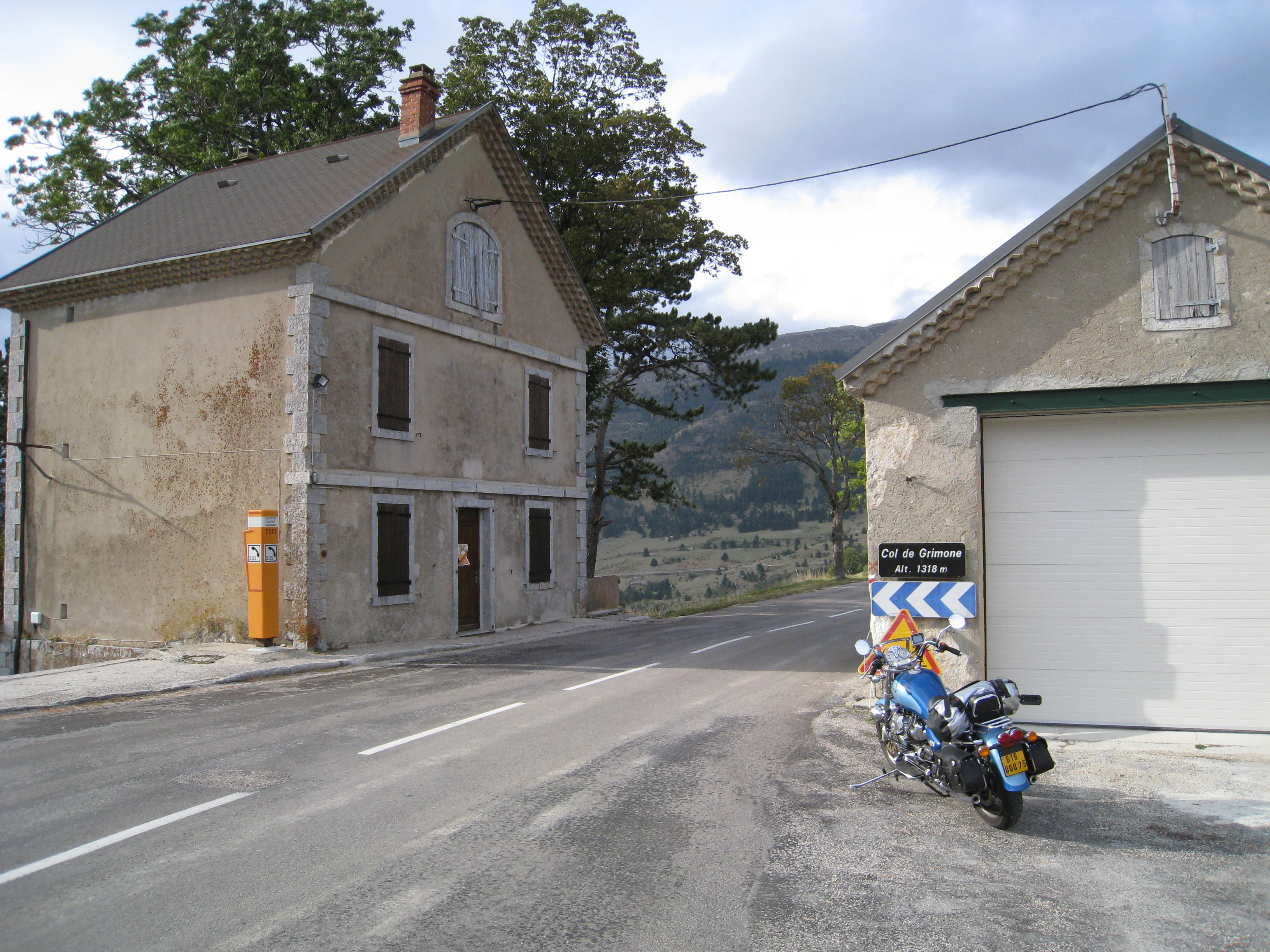
Gebouwen en verkeersborden op de pashoogte

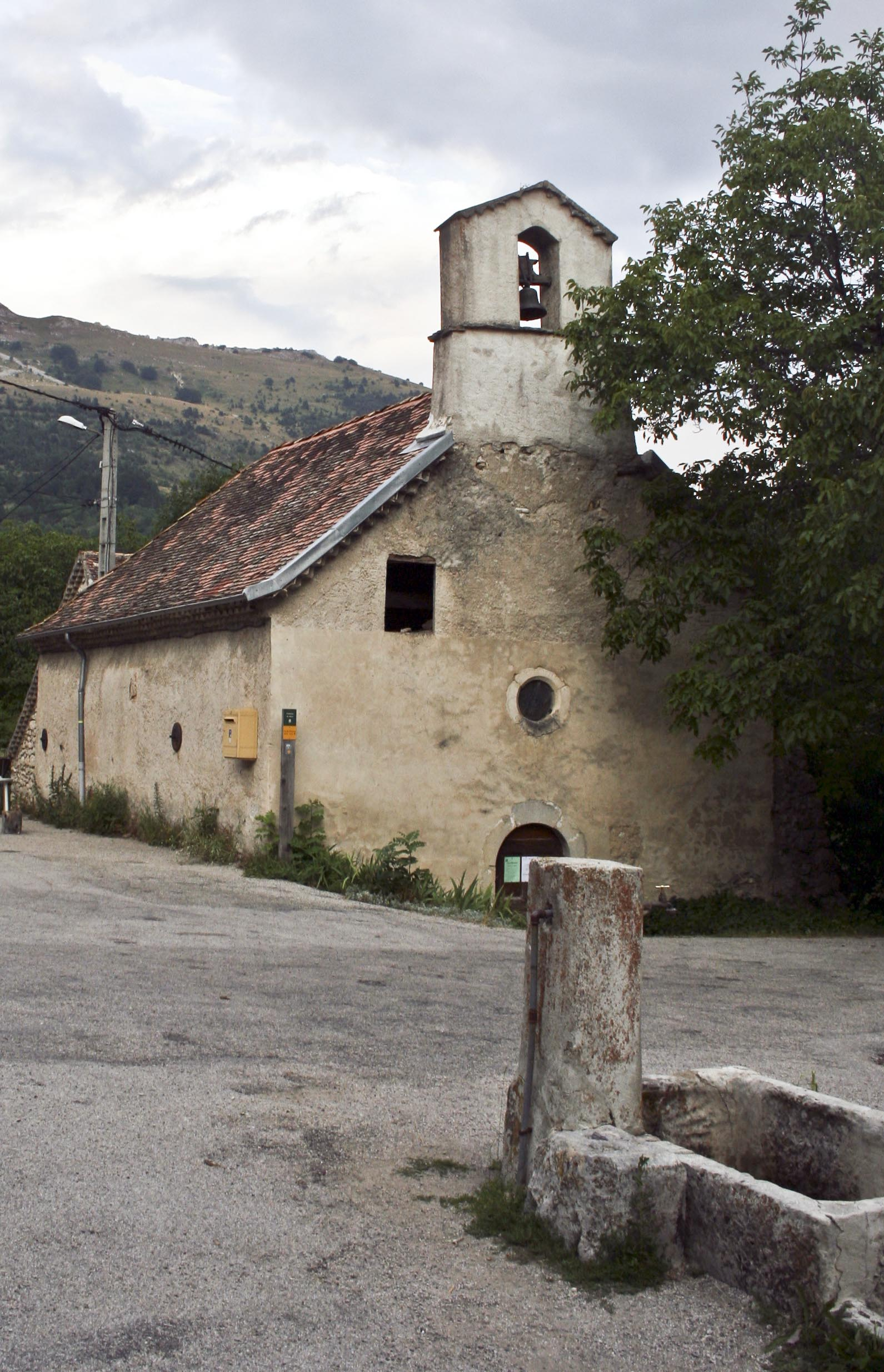
Kapel van het gehucht Grimone, waarnaar de pas is genoemd

De Col de Grimone is een bergpas op een hoogte van 1318 meter in het massief van de Diois (ook wel Haut-Diois genoemd), in het Franse departement Drôme. Het massief van de Diois is een van de massieven die tot de Franse Voor-Alpen worden gerekend.
Aan de westelijke zijde vertrekt de pasweg in de vallei van de Drôme, bij Châtillon-en-Diois. In de buurt van Châtillon begint eveneens de pasweg naar de Col de Menée die naar Chichilianne leidt. Vervolgens gaat de route doorheen de Gorges des Gâts, een nauwe kloof van de rivier Bez. De kloof eindigt bij de vlakte van Glandage, een dorpje halverwege de klim naar de pashoogte. Enkele kilometers voor de col wordt nog het gehucht Grimone gepasseerd, waarnaar de pas genoemd werd. De route van Châtillon tot de pashoogte is 23 kilometer lang. De oostelijke zijde van de Col de Grimone is betrekkelijk korter: slechts vier kilometer. Daar start de weg immers een stuk hoger, slechts iets lager dan de Col de la Croix-Haute (1179 meter). De weg start op de D1075, de weg over de Col de la Croix-Haute, op het grondgebied van de gemeente Lus-la-Croix-Haute, nabij de gehuchten les Lusettes en la Croix Haute.
De pashoogte ligt op de waterscheiding tussen de Drôme (via de Bez) en de Durance (via de Buëch). De pashoogte ligt tussen Mont Jocou (2051 m) en de Toussière (1916 m). Het is de laagste oost-westpasovergang over de bergen van de Vercors en de Haut-Diois ten noorden van de Col du Cabre (1180 m).